# التحدي (فلم)
التحدي فيلم دراما مصري بطولة نبيلة عبيد، فريد شوقي، فاروق الفيشاوي، المنتصر بالله، يوسف داوود، ناهد سمير، من إنتاج سنه 1988، من إخراج إيناس الدغيدي.

## القصة
يتم الإفراج عن هدى قاتلة زوجها الخائن مما يثير غضب والده عبد القوي، يتعاطف معها المحامي أحمد. يحاربها عبد القوي ليحول بينها وبين حضانة طفلها، يفسخ أحمد خطبته لابنة خاله، ويستولي على الشقة التي يمنحها له ويتزوج من هدى وبذلك يضمن لها حقها في حضانة طفلها. يتعاون الخال مع عبد القوي للانتقام منهما ويتمكن الخال من استرداد الشقة، يساوم عبد القوي هدى بين الاستمرار في زواجها أو العيش مع طفلها الذي أخذه ليرعاه. يلبي أحمد رغبتها في الطلاق، يغدر بها عبد القوي ويطردها فتنهار.

## وصلات خارجية
- مقالات تستعمل روابط فنية بلا صلة مع ويكي بيانات